# Wang Xiaozhu
Wang Xiaozhu   (15 de maig de 1973) és una tiradora amb arc xinesa, ja retirada, que va competir durant les dècades de dècada de 1980 i 1990.
El 1992 va prendre part en els Jocs Olímpics d'Estiu de Barcelona, on va disputar dues proves del programa de tir amb arc. Guanyà la medalla de plata en la prova per equips, formant equip amb Ma Xiangjun i Wang Hong, mentre en la prova individual fou quarta. Quatre anys més tard, als Jocs d'Atlanta, tornà a disputar dues proves del programa de tir amb arc. Fou sisena en la competició per equips i setena en la prova individual.
En el seu palmarès també destaca una medalla d'or i una de plata als Jocs Asiàtics.